# Auburn (Califórnia)
Auburn é uma cidade localizada no estado americano da Califórnia, no condado de Placer, do qual é sede. Foi incorporada em 2 de maio de 1888.

## Geografia
De acordo com o United States Census Bureau, a cidade tem uma área de 18,6 km², onde 18,5 km² estão cobertos por terra e 0,1 km² por água.

### Localidades na vizinhança
O diagrama seguinte representa as localidades num raio de 24 km ao redor de Auburn. 

## Demografia
Segundo o censo nacional de 2010, a sua população é de 13 330 habitantes e sua densidade populacional é de 720,83 hab/km². É a quarta cidade mais populosa do condado de Placer. Possui 6 139 residências, que resulta em uma densidade de 331,97 residências/km².